# Эспиноса, Анхель
А́нхель Эспино́са Ка́по (исп. Ángel Espinosa Capó; 2 октября 1966 — 12 апреля 2017, Майами) — кубинский боксёр средних весовых категорий, выступал за сборную Кубы во второй половине 1980-х — первой половине 1990-х годов. Чемпион мира, чемпион Панамериканских игр, чемпион Игр Центральной Америки и Карибского бассейна, участник летних Олимпийских игр в Барселоне, победитель многих международных турниров и национальных первенств.

## Биография
Анхель Эспиноса родился 2 октября 1966 года. В подростковом возрасте начал активно заниматься боксом, в шестнадцать лет уже стал чемпионом Кубы среди спортсменов полусреднего веса — впоследствии удерживал этот титул в течение девяти лет. Первого серьёзного международного успеха на ринге добился в 1983 году, когда одержал победу на молодёжном чемпионате мира, победив в финале крепкого американца Мелдрика Тейлора. Должен был представлять страну на летних Олимпийских играх в Лос-Анджелесе, однако Куба бойкотировала эти соревнования, и вместо этого Эспиноса принял участие в турнире стран социалистического лагеря «Дружба-84», где завоевал золотую медаль.
Два года спустя Эспиноса выиграл золото на Играх Центральной Америки и Карибского бассейна и побывал на чемпионате мира в американском городе Рино, откуда тоже привёз медаль золотого достоинства. В 1987 году был лучшим на Панамериканских играх в Индианаполисе, однако на Олимпиаду из-за бойкота вновь не поехал — на Играх победил немец Генри Маске, которого Эспиноса ранее побеждал три раза. Оставаясь в числе лучших боксёров мира, в 1989 году участвовал в зачёте мирового первенства в Москве, тем не менее в финале неожиданно проиграл советскому боксёру Андрею Курнявке.
С этого момента карьера Анхеля Эспиносы резко пошла на спад, хотя в 1992 году ему всё-таки удалось пробиться на Олимпийские игры — кубинец выступал в непривычном для себя полутяжёлом весе и потерпел поражение уже на стадии четвертьфиналов — по очкам от поляка Войцеха Бартника. Сразу после этих соревнований принял решение покинуть сборную и завершил карьеру спортсмена.
Впоследствии проживал в США, штат Флорида, округ Майами-Дейд, где организовал школу бокса. Скончался при невыясненных обстоятельствах 12 апреля 2017 года в своём спортивном зале, обстоятельства смерти не установлены до сих пор.